# راندي هولت
راندي هولت هو لاعب هوكي الجليد كندي، ولد في 15 يناير 1953 في بيمبروك في كندا.

## وصلات خارجية
- راندي هولت على موقع دوري الهوكي الوطني (الإنجليزية)
- راندي هولت على موقع EliteProspects.com (الإنجليزية)
- راندي هولت على موقع HockeyDB.com (الإنجليزية)
- راندي هولت على موقع Hockey-Reference.com (الإنجليزية)